# لاري بيرد (سياسي)
لاري بيرد (بالإنجليزية: Larry Byrd)‏ هو سياسي أمريكي، ولد في 1 أغسطس 1948 في الولايات المتحدة. حزبياً، نشط في الحزب الجمهوري. وقد انتخب عضو مجلس نواب مسيسيبي.